# Pierre Louis de Lacretelle
Pierre Louis de Lacretelle (kallad Lacretelle l’ainé, "den äldre"), född den 9 oktober 1751 i Metz, död den 5 september 1824 i Paris, var en fransk skriftställare, bror till Charles de Lacretelle.
de Lacretelle var under årtiondet före revolutionen advokat i Paris och gjorde sig bemärkt bland annat genom sitt med Monthyonska priset belönta arbete Discours sur le préjugé des peines infamantes (1784). Han blev medlem av riksdagen (états généraux) 1789 och sedermera av lagstiftande församlingen, men lämnade denna efter kungens fängslande (10 augusti 1792). 
År 1801 inträdde han i lagstiftande kåren, men kunde inte försona sig med kejsarväldet. Även efter bourbonska restaurationen fasthöll han troget vid 1791 års moderata grundlagsprinciper samt angrep i sin tidskrift "La Minerve française" bourbonernas hållning. År 1803 invaldes han i Franska akademien. Lacretelles Portraits et tableaux, med mästerliga skildringar av Mirabeau, Bonaparte och Lafayette, utkom 1817 samt hans Oeuvres complètes (6 band) 1823-1824.